# دبيق غير منتظم
الدبيق غير المنتظم (باللاتينية: Bupleurum irregulare) نوع نباتي ينتمي إلى جنس الدبيق من الفصيلة الخيمية. يضعه البعض كنويع ضمن الدبيق المنجلي.

## الموئل والانتشار
موطن هذا النوع بلاد الشام.